# Tarn-et-Garonne
Tarn-et-Garonne är ett franskt departement, i regionen Occitanien. I den tidigare regionindelningen som gällde fram till 2015 tillhörde Tarn-et-Garonne regionen Midi-Pyrénées. 
Departementet har fått sitt namn av floderna Garonne och Tarn som flyter genom landskapet. Huvudort är Montauban. Tarn-et-Garonne gränsar till departementen Lot, Aveyron, Tarn, Haute-Garonne, Gers och Lot-et-Garonne.